# اولگا ماسیلیوننه
اولگا ماسیلیوننه (انگلیسی: Olga Masilionene؛ زادهٔ ۲۵ ژانویهٔ ۱۹۸۰) بازیکن بسکتبال اهل بلاروس بود. وی در بازی‌های المپیک تابستانی ۲۰۰۸ شرکت کرده‌است.